# 제쮠담바 후툭투
제쮠담바 후툭투(Жавзандамба хутагт, རྗེ་བཙུན་དམ་པ་, rje btsun Dam pa)는 티베트 불교 겔룩파의 외몽골 지역 최고 활불이자 지도자이다.